# Radikal
Radikal (en español "radical") era un periódico turco, publicado en Estambul. Fue publicado desde 1996 hasta 2016 por Doğan Media Group de Aydın Doğan. A pesar de tener sólo una circulación de alrededor de 25.000 ejemplares (julio de 2013), fue considerado uno de los periódicos turcos más influyentes.

## Historia
Radikal fue fundada en 1996 y dentro de una década "se había convertido en uno de los periódicos más influyentes del país, especialmente reconocido por sus columnistas de primer nivel y su cobertura de debates intelectuales". Sin embargo, su circulación se mantuvo relativamente baja.
Radikal no apoyó un alineamiento político particular pero fue considerado generalmente por el público como un periódico  centro-izquierda, socioliberal y secular del grupo empresarial Doğan.  Fue elogiado por sus secciones de cultura, artes y entrevistas, así como por columnistas como M. Serdar Kuzuloğlu, Hakkı Devrim, Yıldırım Türker, Türker Alkan, Tarhan Erdem, Cengiz Çandar y Altan Öymen. Hasan Celal Güzel, exministro de educación nacional, Murat Yetkin, y Mustafa Akyol, hijo de Taha Akyol, también escribían para Radikal. Se dice que es similar a Yeni Şafak en cuanto a su periodismo imparcial, y entre sus lectores se encuentran primordialmente estudiantes universitarios y jóvenes profesionales.
En 2004, Radikal fue galardonado con el "Premio Democracia a los Medios de Comunicación" de Turk Democracy Associations (conjuntamente con Zaman).
El diario de economía del Grupo Dogan, Referans, se fusionó en Radikal en 2010, con el redactor jefe de Referans, Eyüp Can, convirtiéndose en redactor jefe del periódico combinado, reemplazando a İsmet Berkan. Más tarde, en 2010, el periódico pasó a un formato tabloide y presentó a los nuevos columnistas Dilek Kurban de TESEV, Cüneyt Özdemir y Sırrı Süreyya Önder.
El periódico dejó de imprimir el 21 de junio de 2014 y sólo se publicó digitalmente, antes de cerrarse abruptamente. El 4 de abril de 2016, sus columnistas publicaron sus artículos de despedida en su página web, reflexionando sobre los últimos 20 años de Radikal. El 22 de marzo de 2016, se anunció que el periódico estaba cerrando a finales de mes debido a razones financieras.